# Амр ибн Убайд
Амр ибн Уба́йд (699, Балх, совр. Афганистан — 761) — один из основоположников мутазилизма.

## Биография
Амр ибн Убайд родился в 699 году в Балхе. Вместе с отцом он переселился в Басру, где стал учеником аль-Хасана аль-Басри. По мнению некоторых средневековых авторов, возникновение мутазилизма связано именно с Амром ибн Убайдом, а не с Василом ибн Ата. Амр ибн Убайд, в целом, следовал за Василом, которому и принадлежит главная заслуга в формировании мутазилитской богословской школы.
В 759 году должен был вести переговоры от имени мутазилитов с халифом аль-Мансуром по поводу отношения его сторонников по отношению к Мухаммаду ан-Нафсу аз-Закийе, который вёл пропаганду династии Алидов в Ираке. Несмотря на то, что мутазилиты симпатизировали к Мухаммаду, Амру ибн Убайде удалось сохранить нейтралитет. Он умер в 761 году до начала восстания Алидов.